# Магнітне рейкове гальмо

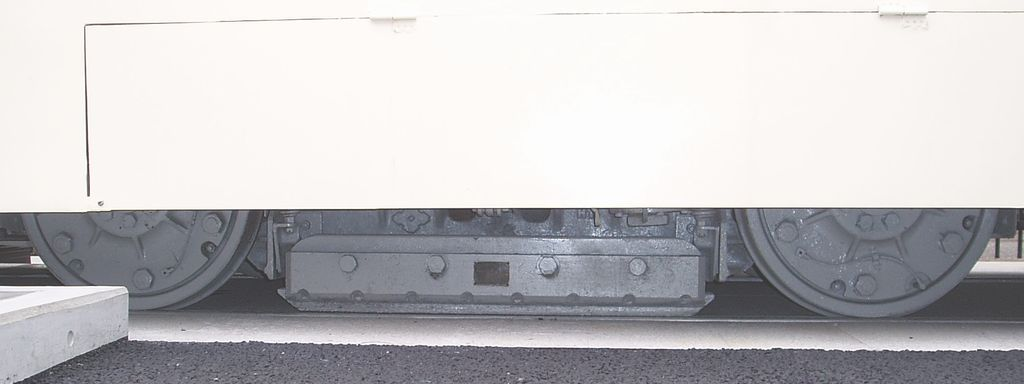
Магніторейкове гальмо (між колесами) токійського трамвая FS501

Магнітне ре́йкове гальмо́ (електромагнітне рейкове гальмо) — залізничне гальмо, гальмівний ефект якого створюється завдяки взаємодії гальмової колодки безпосередньо з рейкою; гальмівний натиск при цьому виникає за рахунок магнітного поля, створюваного електромагнітами, яке притягає гальмову колодку і рейку одну до одної. Магнітне рейкове гальмо часто виділяють як різновид магнітного гальма. Порівняно зі звичайним колодковим гальмом, магнітне рейкове характеризується високим гальмівним натиском (близько 100 кН) і, як наслідок, високим гальмівним моментом, завдяки чому активно застосовується на тягових агрегатах промислового транспорту, трамваях і на високошвидкісних поїздах. Зважаючи на високий гальмівний ефект, магнітне рейкове гальмо нерідко застосовується лише за екстреного гальмуванні або як стоянкове.

## Опис

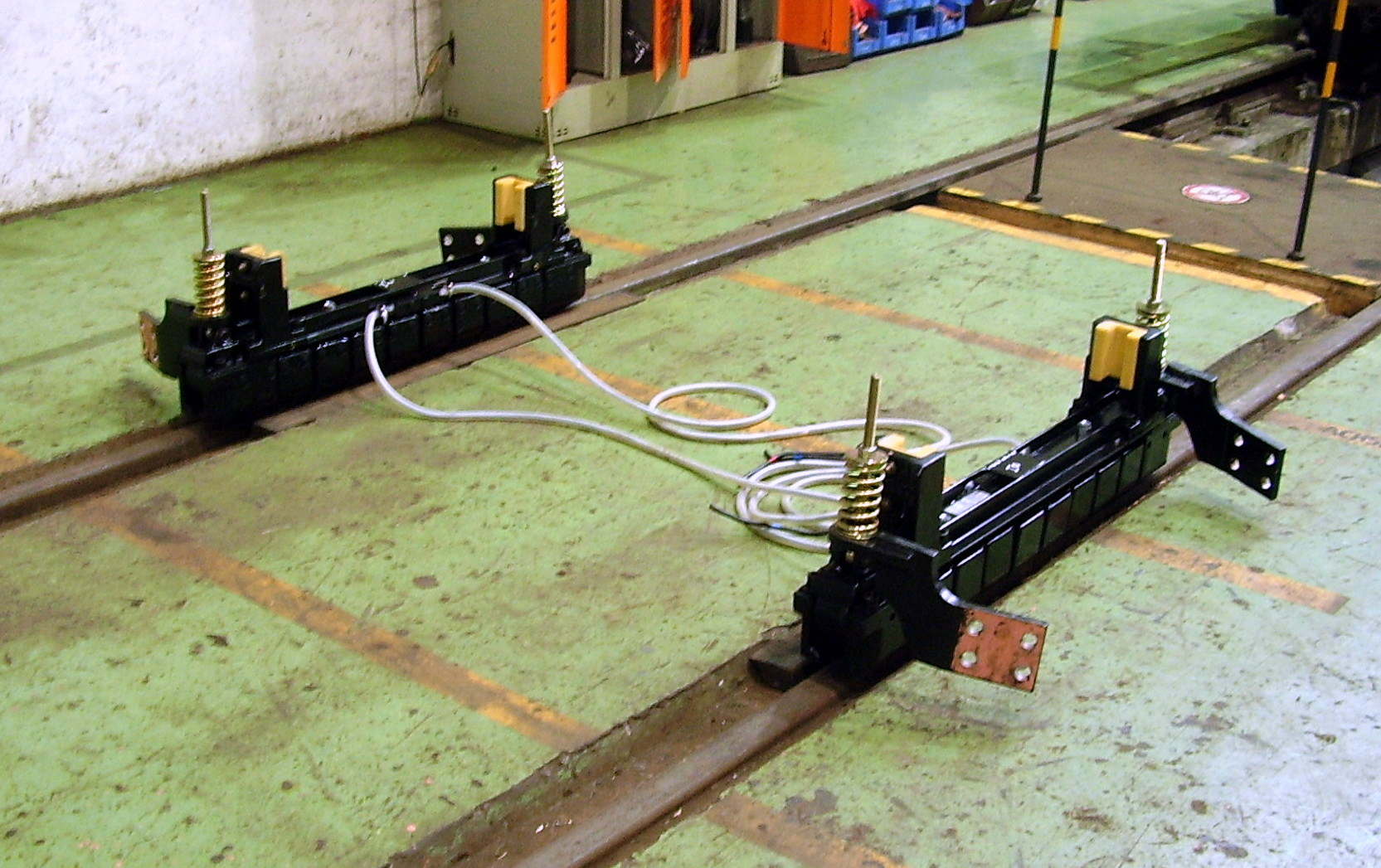
Зняте магнітне рейкове гальмо німецького дизель-поїзда Siemens Desiro Classic

Магнітне рейкове гальмо складається з двох (по одному з кожного боку) пі́дкладнів (виготовляються часто з сірого чавуну), підвішених на пружинах на відстані 140—150 мм від рейок (щоб уникнути пошкодження елементів гальма та шляхів). Кожен підкладень конструкційно являє собою сталеву балку, на якій встановлено котушки індуктивності, а разом вони утворюють електромагніт.
Під час гальмування у спеціальні пневматичні циліндри підвіски підкладнів надходить стиснене повітря, таким чином долається опір пружин підвіски і підкладні притискаються до рейок. Одночасно з цим на котушки індуктивності з акумуляторної батареї подається електричний струм, і навколо підкладнів утворюється магнітний потік, напрямок якого поперечний до осі рейки. Як наслідок, завдяки силам самоіндукції кожен гальмовий підкладень притискається до рейок. Сила їх притиснення через силу тертя перетворюється на гальмівну силу, яка через підкладні і спеціальні упорні кронштейни передається на візок вагона або локомотива, і далі на весь поїзд.

## Недоліки та переваги

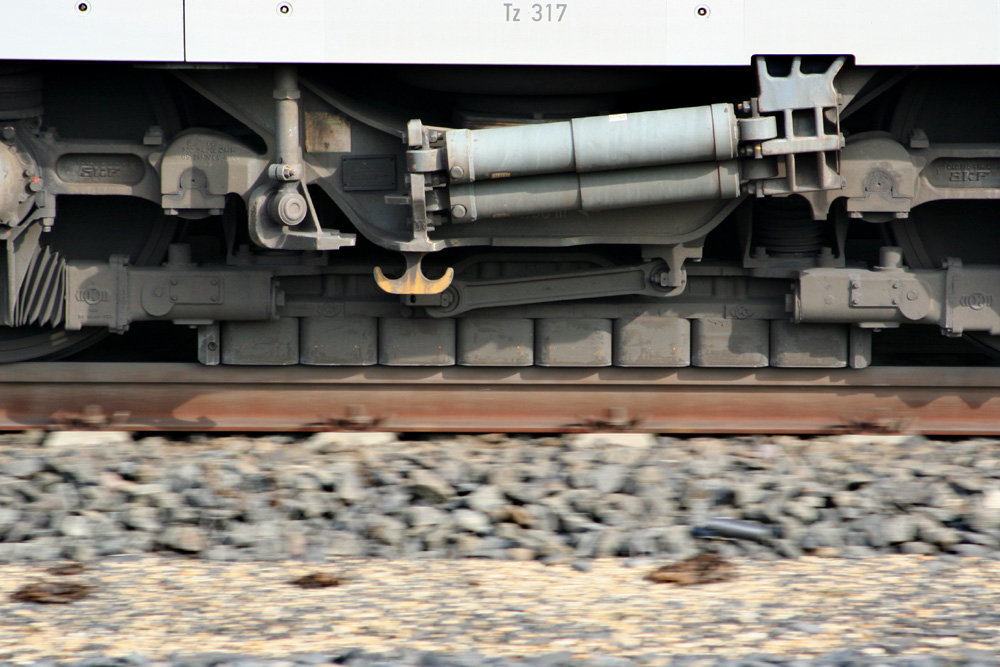
Магнітне рейкове гальмо електропоїзда ICE 3 в дії

Для роботи електромагнітного рейкового гальма потрібне електричне живлення (до 6 кВт на вагон), що значно обмежує його застосування на автономному рухомому складі (тепловози, дизель-поїзди), оскільки в цьому випадку доводиться збільшувати ємність акумуляторних батарей, що веде до збільшення ваги і вартості рухомого складу. Крім цього, для економії електроенергії магнітне рейкове гальмо нерідко відключається за швидкості, нижчої від 20 км/год. У порівнянні з іншими гальмами гальмівна сила магнітного рейкового гальма практично не піддається регулюванню, тому за малих швидкостей гальмівний ефект настільки високий, що може викликати серйозний дискомфорт у пасажирів. Тому в ряді країн почали застосовуватися магнітні рейкові гальма, виконані з використанням постійних магнітів, які дозволяють не тільки економити електроенергію, але й певною мірою регулювати гальмівний коефіцієнт.
Разом з тим магнітне рейкове гальмо не має рівних за гальмівними показниками на середніх і високих швидкостях. Його гальмівний коефіцієнт за середніх швидкостей може досягати 140 %, а за використання постійних магнітів — до 172 %. За швидкостей вищих від 160 км/год гальмівний коефіцієнт може перевищувати 200 %. Завдяки цьому, якщо зі звичайними колодковими гальмами використовувати і це гальмо, то гальмівний шлях скорочується на 30-40 %. Крім цього, магнітне рейкове гальмо відносно просте і, що особливо важливо, досить компактне, оскільки переважно займає лише місце між колесами. Це дозволяє спільно з магнітним рейковим гальмом застосовувати гальма, які займають відносно багато місця: дискові і вихрострумові. Також магнітні рейкові гальма підвищують шорсткість поверхні кочення рейок і навіть очищають їхню поверхню від бруду, що поліпшує зчеплення коліс із рейками.

## Використання

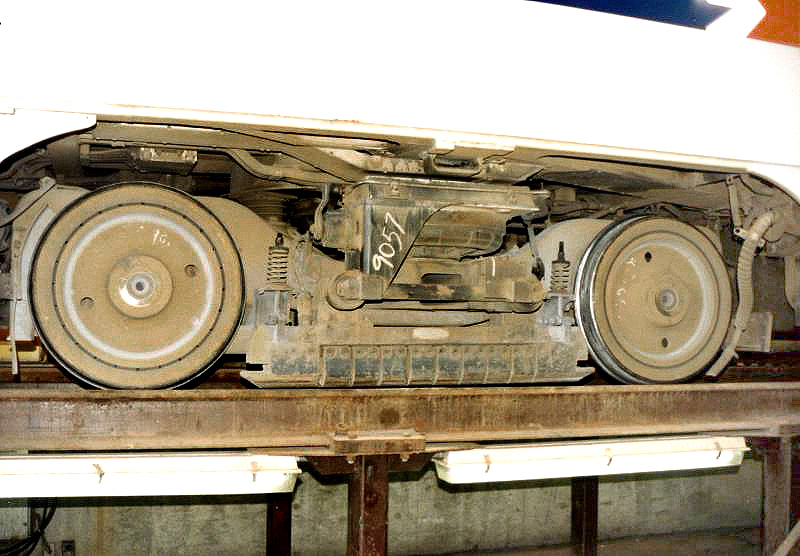
Магнітне рейкове гальмо на візку філадельфійського трамвая PCC

Магнітне рейкове гальмо завдяки високим гальмівним характеристикам набуло поширення насамперед на високошвидкісному транспорті, оскільки на високих швидкостях звичайні службові гальма неефективні. Варто відзначити, що на сучасних високошвидкісних поїздах, наприклад на ICE 3, в зоні високих швидкостей працює більш ефективне вихрострумове гальмо, а магнітне рейкове вмикається за середніх швидкостей.
На радянських залізницях магнітне рейкове гальмо вперше застосовано на швидкісних вагонах РТ200 і електропоїзді ЕР200. Найчастіше магнітне рейкове гальмо застосовують як екстрене при спрацьовуванні автостопу, а часто і як стоянкове (особливо поширене при застосуванні постійних магнітів), тобто для закріплення состава на ухилі.
Не менш активно магнітні рейкові гальма застосовують на звичайних трамваях, яким в умовах міських потоків часом необхідно якомога швидше зупинитись з метою уникнення ДТП, при тому, що поверхня рейок часом виявляється дуже забрудненою. Варто відзначити, що на відміну від звичайних поїздів, на трамваї в приводі підкладнів відсутній пневматичний привід. Це пов'язано з тим, що підкладні магнітного рейкового гальма висять на відносно невеликій висоті від рейок (8-12 мм), тому вони під час гальмування опускаються на рейку лише завдяки самоіндукції.
Також магнітні рейкові гальма застосовують на кар'єрному залізничному транспорті, зокрема на тягових агрегатах. У цьому випадку локомотиви водять важкі состави на ухилах величиною до 60 тисячних (60 метрів підйому на кожні 1000 метрів шляху), що вимагає застосування потужного і надійного гальма.